# روجيريو غاوتشو
روجيريو غاوتشو (بالبرتغالية: Rogério Márcio Botelho‏) هو لاعب كرة قدم برازيلي في مركز الهجوم، ولد في 28 سبتمبر 1979 في Assis Chateaubriand, Paraná ‏ في البرازيل. لعب مع أتلتيكو يوفنتوس وريال مايوركا وسلافيا براغ وكريليا سوفيتوف سامارا وليفسكي صوفيا ونادي إنترناسيونال ونادي سانتوس ونادي سلوفان براتيسلافا ونادي سيغما أولوموتس.

## وصلات خارجية
- روجيريو غاوتشو على موقع قاعدة بيانات كرة القدم.إي يو (الإنجليزية)